# Тимонина, Татьяна Евгеньевна
Татьяна Евгеньевна Тимонина (родилась 13 декабря 1970 года в Волгодонске) — российская хоккеистка на траве, игравшая на позиции защитницы в клубе «Дончанка». Мастер спорта России международного класса, детский тренер волгодонской ДЮСШОР №29.

## Биография
Известна по выступлениям за команду «Дончанка». В составе сборной России играла на чемпионате мира 2002 года.
Как тренер руководила в 2018 году сборной команды Ростовской области из девочек до 12 лет; в 2019 году её команда до 16 лет заняла 4-е место на чемпионате России в Петербурге.